# Крустакрогс
Кру́стакрогс (латыш. Krustakrogs; устар. Крустъ) — населенный пункт (латыш. mazciems) на границе Дзербенской и Тауренской волостей Вецпиебалгского края Латвии. Большая часть населенного пункта расположена на севере Тауренской волости, в 4 км от волостного центра Таурене, в 19 км от краевого центра Вецпиебалги и 110 км от Риги.
Населенный пункт расположен у перекрёстка государственных автодорог P30 (Цесис—Вецпиебалга—Мадона) и V300 (Друсти–Дзербене–Скуене).